# Herbert W. Briggs
Herbert Whittaker Briggs (* 14. Mai 1900 in Wilmington, Delaware; † 6. Januar 1990) war ein amerikanischer Jurist und Professor an der Cornell University.

## Leben
Seine universitäre Ausbildung erhielt Briggs an der West Virginia University. Dort wurde ihm 1921 der Bachelor of Arts verliehen. Hieran schloss sich ein Promotionsstudium an der Johns Hopkins University an, das er 1925 erfolgreich abschloss. Nach Abschluss seiner Ausbildung war Briggs zunächst als Dozent am Oberlin College tätig, bevor er 1929 an die Cornell University wechselte. Dort erhielt er 1947 einen Ruf auf eine Professorenstelle. Er gilt als einer der Gründer des Instituts für Staatswissenschaften an der Cornell University. Zudem hatte Briggs im Rahmen des Fulbright-Programms eine Gastprofessur an der Universität Kopenhagen inne.
Neben seiner akademischen Tätigkeit trat Briggs auch in umfangreichem Maß auf internationaler Ebene in Erscheinung. So gehörte er zwischen 1962 und 1966 der Völkerrechtskommission an, vertrat Honduras, Spanien und Libyen in Rechtsstreitigkeiten vor dem Internationalen Gerichtshof und nahm als Mitglied der amerikanischen Delegation an der Konferenz zur Ausarbeitung des Wiener Übereinkommens über das Recht der Verträge teil. Daneben war er in zahlreichen internationalen Schiedsverfahren als Schiedsrichter aktiv.

## Mitgliedschaften
Briggs war Mitglied des Institut de Droit International und engagierte sich in erheblichem Maß in der Amerikanischen Gesellschaft für internationales Recht, deren Präsident er von 1959 bis 1960 war. Zudem war er ab 1939 Mitherausgeber und von 1955 bis 1962 Chefredakteur des American Journal of International Law. 1970 wurde er in die American Academy of Arts and Sciences gewählt.

## Publikationen (Auswahl)
- The doctrine of continuous voyage. The Johns Hopkins Press, Baltimore 1926.
- The Law of Nations: Cases. Documents and Notes . Crofts, New York 1938.
- The International Law Commission. Cornell University Press, Ithaca 1969.